# MOAP1
MOAP1‏ (Modulator of apoptosis 1) هوَ بروتين يُشَفر بواسطة جين MOAP1 في الإنسان.